# وریکونتپدو
وریکونتپدو (به انگلیسی: Varikuntapadu) یک منطقهٔ مسکونی در هند است که در Sri Potti Sri Ramulu Nellore district واقع شده‌است.

## خصوصیات
وریکونتپدو ۱۱۲ متر بالاتر از سطح دریا واقع شده‌است.